# Anneyron
Anneyron ist eine französische Gemeinde im Département Drôme. Anneyron gehört zum Arrondissement Valence und zum Kanton Saint-Vallier. Die Gemeinde hat 4.152 Einwohner (Stand: 1. Januar 2022), die sich Anneyronnais(es) nennen.

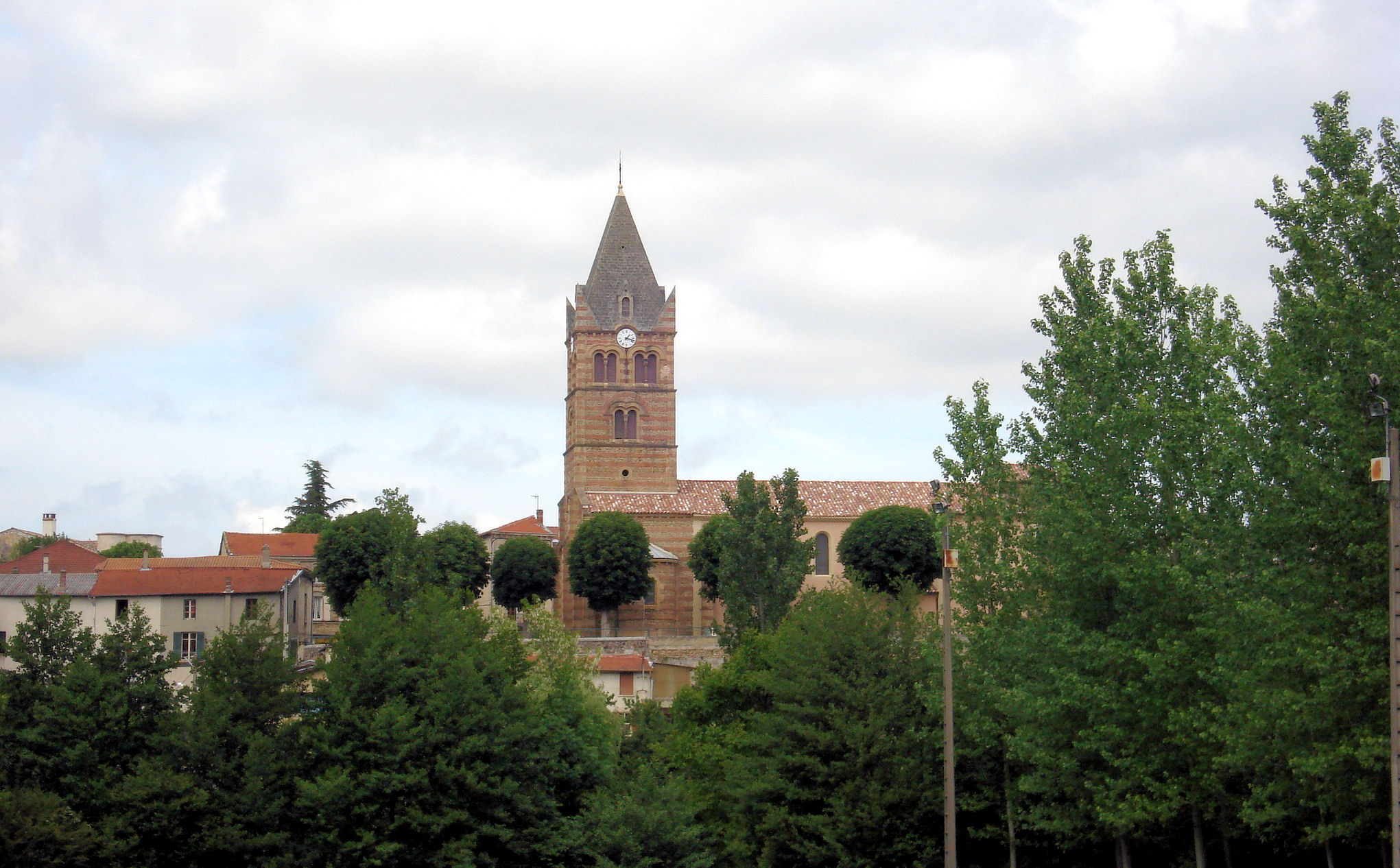
Blick auf Anneyron

## Geographie
Anneyron liegt etwa 38 Kilometer südöstlich von Saint-Étienne zwischen Lyon und Marseille. Umgeben wird Anneyron von den Nachbargemeinden Bougé-Chambalud im Norden, Épinouze im Nordosten, Saint-Sorlin-en-Valloire im Osten, Châteauneuf-de-Galaure im Südosten, Saint-Jean-de-Galaure und Fay-le-Clos im Süden, Albon im Südwesten sowie Saint-Rambert-d’Albon im Westen und Nordwesten.

## Geschichte
1809 wurde die Gemeinde aus der Nachbargemeinde Albon und der Ortschaft Mantaille geschaffen.
Mantaille war in der Karolingerzeit ein sehr wichtiger Ort: Erstmals erwähnt 858 als „Mantelum villa“, bekam er 860 und 861 Besuch von Karl dem Kahlen, der hier in „Mantalo“ zwei Urkunden für den Erzbischof von Lyon unterzeichnete. Seinen geschichtlichen Höhepunkt erlebte er, als auf einer Synode von Bischöfen und Grafen 879 Boso, Graf von Autun zum König von Burgund gewählt wurde.

## Bevölkerung
| Jahr                       | 1911 | 1962 | 1968 | 1975 | 1982 | 1990 | 1999 | 2006 | 2018 |
| -------------------------- | ---- | ---- | ---- | ---- | ---- | ---- | ---- | ---- | ---- |
| Einwohner                  | 2530 | 2519 | 2746 | 2895 | 2864 | 3038 | 3319 | 3683 | 4047 |
| Quellen: Cassini und INSEE |      |      |      |      |      |      |      |      |      |

## Sehenswürdigkeiten

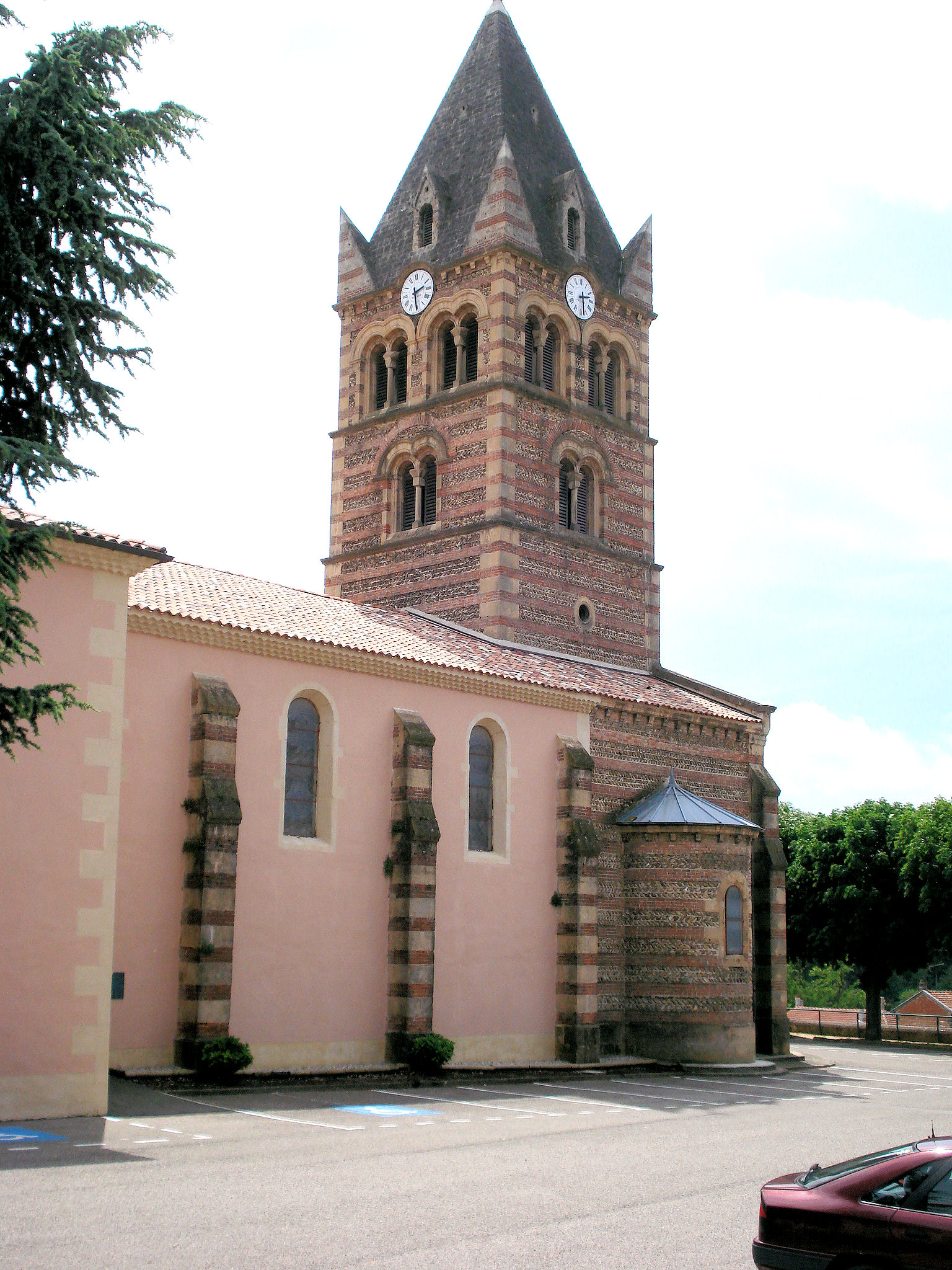
Kirche in Anneyron

- Kirche Notre Dame-de-l’Assomption in Anneyron, Ende des 12. Jahrhunderts erbaut, Anbauten aus dem 16. und 18. Jahrhundert, Umbau im 19. Jahrhundert, Monument historique seit 1927
- Kirche Mantaille
- Schloss Larnage aus dem Jahre 1340, Umbauten und Restaurierung im 15. und 18. Jahrhundert
- Schloss Cros

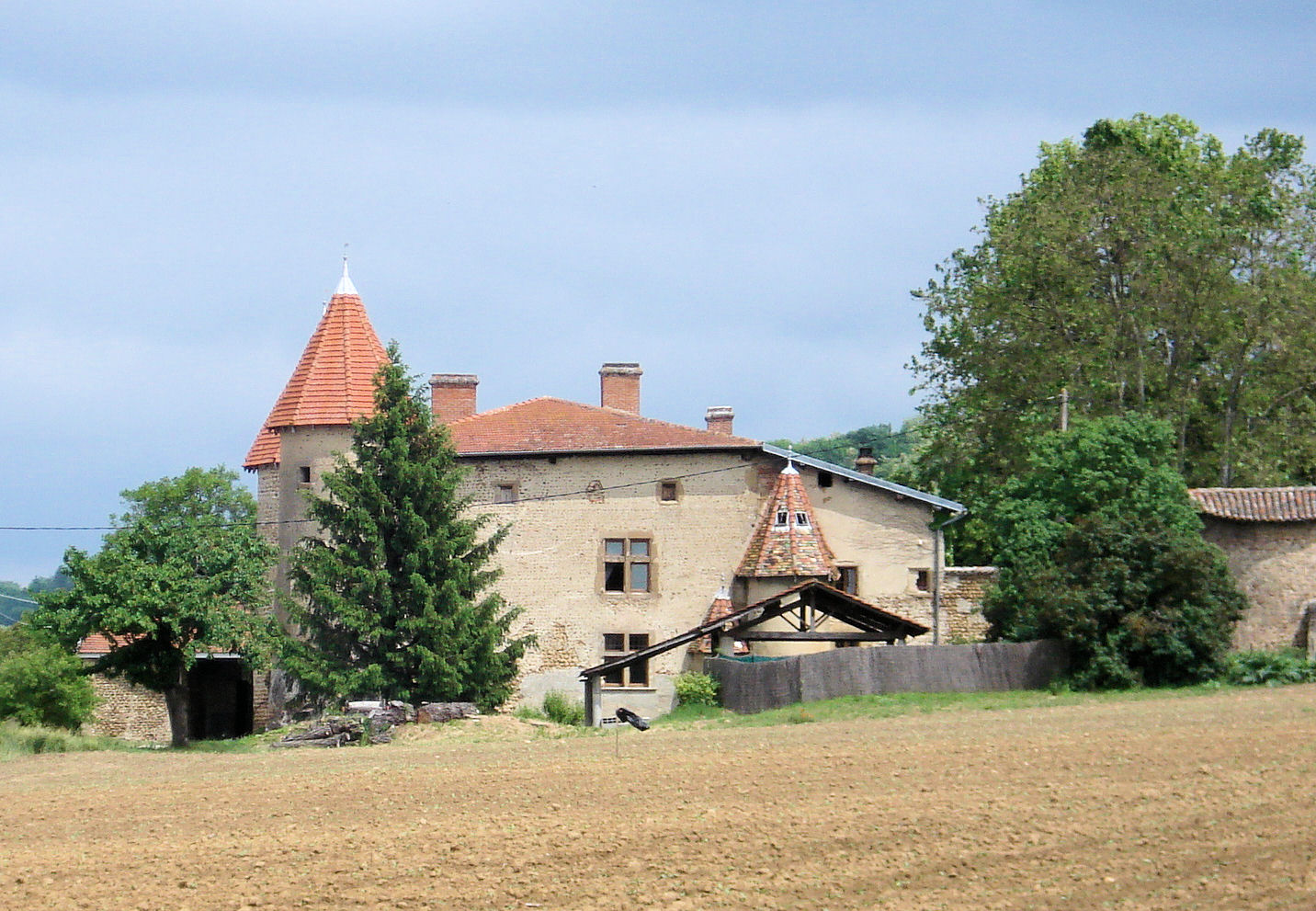
Schloss Cros

- Schloss Saleton, Wehranlage aus dem 13./14. Jahrhundert
- Wehranlagen La Béraudière und Les Blains aus dem 12. bis 14. Jahrhundert
- Reste der Befestigungsanlage Coinaud
- Ruinen der Burg Mantaille, genannt Barbe-Bleue
- Museum Saint-Jean

## Persönlichkeiten
- François d’Arlandes (1742–1809), Luftfahrer